# Paratorchus angustus
Paratorchus angustus – gatunek chrząszczy z rodziny kusakowatych i podrodziny Osoriinae.
Gatunek ten opisany został w 1982 roku przez H. Pauline McColl jako Paratrochus angustus. W 1984 roku ta sama autorka zmieniła nazwę rodzaju na Paratorchus, w związku z wcześniejszym użyciem poprzedniej nazwy dla rodzaju mięczaków.
Chrząszcz o walcowatym ciele długości od 2,5 do 3,1 mm, barwy rudobrązowej lub żółtawobrązowej z jaśniejszymi odnóżami i czułkami. Wierzch ciała ma delikatnie punktowany oraz rzadko owłosiony. Długość szczecinek okrywowych jest mniejsza niż odległości między nimi. Owalne oczy buduje pojedyncze, wypukłe omatidium. Przedplecze ma od 0,43 do 0,45 mm długości i jest najszersze mniej więcej pośrodku. Pokrywy charakteryzują zaokrąglone kąty ramieniowe. Odwłok ma wyraźnie widoczne linie łączeń między tergitem a sternitem tylko w przypadku trzeciego segmentu, a dziewiąty tergit niezbyt silnie wydłużony ku tyłowi w dwa spiczaste wyrostki tylne o szerokim rozstawie. Szczeciny czuciowe odwłoka są jasne, długie i odchylone ku tyłowi. U samca ósmy sternit odwłoka pozbawiony jest wgłębień. Narząd kopulacyjny samca ma tępe: wyrostek boczny i część rurkowatą. Samicę cechuje owalna spermateka o wymiarach 0,125 × 0,075 mm.
Owad endemiczny dla Nowej Zelandii, znany z dystryktu Buller w północno-zachodniej części Wyspy Południowej. Spotykany jest w próchnicy, na wysokości od 140 do 670 m n.p.m.